# Lago Henrys
El lago Henrys (del inglés: Henrys Lake) es un pequeño lago alpino natural de poca profundidad, de unos 21,0 km² de superficie y 6,4 km de largo y 3,2 km de ancho. Se encuentra a 1973 m sobre el nivel del mar en las montañas del sureste de Idaho en los Estados Unidos, muy cerca de la frontera con Montana y Wyoming. Está en la vertiente suroeste de montañas Henrys Lake del norte del condado de Fremont (Idaho), aproximadamente 3,2 km al sur de la divisoria continental de América, a lo largo de la frontera del estado de Montana, justo al oeste del puerto de montaña de Targhee Pass. El lago está situado en el bosque Nacional Caribou-Targhee.
El lago recoge las aguas de las cabeceras del Henrys Fork, un afluente del río Snake. El lago se encuentra a menos de 16 km de las cabeceras del río Misuri (en el río Red Rock y río Madison), que se encuentran al otro lado de la divisoria continental en el suroeste de Montana.
El lago honra la memoria de Andrew Henry, que entró por primera vez siendo trampero en la meseta del río Snake en 1810. Empleado por la Missouri Fur Company, construyó Fort Henry en el curso superior del río Snake, cerca de la actual localidad de St. Anthony, pero abandonó este primer puesto comercial estadounidense al oeste de la divisoria continental de América en la primavera siguiente.

## Usos recreativos

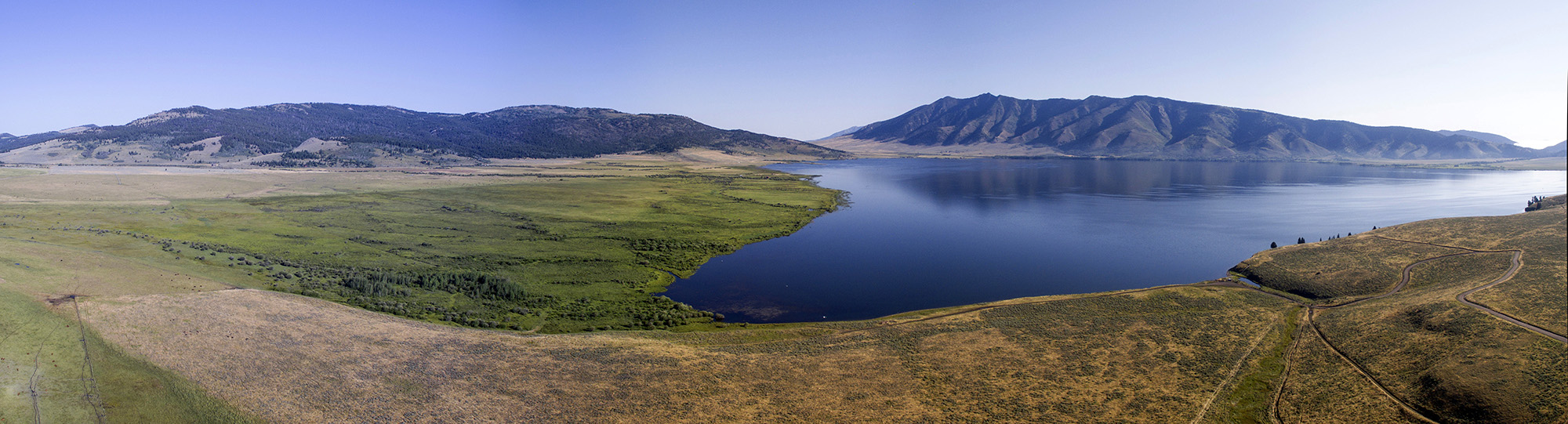
Orilla occidental de Henrys Lake

Se estima que en el lago Henrys hay 1,2 millones de truchas capturables. La trucha de arroyo récord del estado de Idaho fue atrapada allí hace varios años. En el día de apertura de la temporada 2013, varios peces superaron las 13 libras (Cutthroat Hybrid) y truchas de arroyo de más de 9 libras fueron capturados. Hay un límite de dos peces por día. Se mantiene el primer pez grande y el último pez que se saca, pero se deben de soltar 20 o más peces en el medio. Un joven (edad boy scout) en 2011 atrapó más de 80 peces con un anzuelo desde el muelle del County Boat Dock.
La ruta 'oficial' de la Ruta Divisoria Continental (Continental Divide Trail) corre alrededor del lago Henrys. Muchos excursionistas optan por esta sección al salir de Parque nacional de Yellowstone y entran en la cordillera de las montañas Centennial en Idaho.